# Пољане над Благовицо
Пољане над Благовицо (словен. Poljane nad Blagovico) је насељено место у општини Луковица, Средњесловенска регија, Словенија.

## Историја
До територијалне реорганизације у Словенији биле су у саставу старе општине Домжале.

## Становништво
У попису становништва из 2011. Пољане над Благовицо су имале 11 становника.
| Број становника према пописима | Број становника према пописима | Број становника према пописима |
| ------------------------------ | ------------------------------ | ------------------------------ |
| 1991                           | 2002                           | 2011                           |
| 10                             | 9                              | 11                             |

Напомена: До 1955. исказивано под именом Пољане.